# Dana International
Dana International, vlastním jménem Sharon Cohen, hebrejsky שרון כהן‎ ( * 2. února 1969 Tel Aviv) je izraelská zpěvačka pop music a aktivistka za práva transsexuálů.
Narodila se v rodině s jemenskými a rumunskými kořeny jako chlapec jménem Jaron Cohen. Od dětství pociťovala svoji ženskou identitu a vystupovala jako drag queen, v roce 1993 podstoupila operativní změnu pohlaví a přijala ženské jméno Sharon. Téhož roku vydala debutové album, které se stalo v Izraeli zlatou deskou, jeho název také přijala jako svůj umělecký pseudonym. V roce 1998 vyhrála s písní „Diva“ soutěž Eurovision Song Contest v Birminghamu. Bylo to poprvé, kdy se vítězem stala transsexuální osoba, v Izraeli rozhodnutí poroty vyvolalo protesty ortodoxní komunity. Eurovize se pak zúčastnila také v roce 2011 se skladbou „Ding Dong“, nepostoupila však do finále. Působila jako porotkyně televizní pěvecké soutěže Kochav Nolad, hostovala v britském televizním seriálu Beautiful People.
Hlásí se k sekulárním a liberálním názorům: podpořila organizaci Amnesty International, vystupovala v předvolební kampani strany Kadima.

## Diskografie
- Danna International (1993)
- Umpatampa (1994)
- E.P.Tampa (1995)
- Maganuna (1996)
- The Album (1998)
- Diva ha-osef (1998)
- Free (1999)
- Yoter ve yoter (2001)
- Ha-chalom ha-efshari (2002)
- Hakol ze Letova (2007)